# Bogoródskoie (Koltxúguino)
|  | Per a altres significats, vegeu «Bogoródskoie». |

Bogoródskoie (en rus: Богородское) és un poble de l'óblast de Vladímir, a Rússia, segons el cens del 2010 tenia 21 habitants. Pertany al districte municipal de Koltxúguino.